# Decathlon AG2R La Mondiale Team
Decathlon AG2R La Mondiale Team — французская профессиональная шоссейная велокоманда, имеющая UCI WorldTeam статус. С 2000 года титульным спонсором команды является французская мультинациональная страховая компания Ag2r Prévoyance (ныне AG2R La Mondiale).

## История
В 1992 году Венсан Лавеню, только закончивший профессиональную велокарьеру, основал профессиональную велокоманду с Chazal в качестве главного спонсора. Лавеню до этого организовал спонсорство Chazal для своей последней профессиональной команды. Этот спонсор оставался с 1992 по 1995 год. В 1996 году Petit Casino, сеть кофешопов в супермаркетах, переняла спонсорство команды. В то время команда выступала во втором дивизионе и полагалась на спонсорство публики. У команды был слоган «Petit Casino — c’est votre equipe» — «это ваша команда», что означало участие публики. В 1997 году Casino, сеть супермаркетов, в которой располагались кофешопы Petit Casino, переняла спонсорство команды, и бюджет значительно вырос. Команда Лавеню смогла участвовать в больших гонках как, например, в классиках. Команда добилась успехов с Александром Винокуровым, Яаном Кирсипуу и Лаури Аусом.
Страховая компания Ag2r Prevoyance переняла генеральное спонсорство в 2000 году. Компания добилась новых успехов с Лораном Брошаром, Яаном Кирсипуу и Жаном-Патриком Назоном. В 2006 году команда присоединилась к UCI ProTour, затем последовали контракты с большими велосипедными именами — Франсиско Мансебо и Кристофом Моро. Выход Fassa Bortolo из соревнований освободил лицензию и Ag2r осталась единственной командой, за неё боровшейся, так как Comunidad Valenciana добровольно снялась, а предполагавшаяся новая команда бывшего спортивного директора Fassa Bortolo Джанкарло Ферретти оказалась лишенной финансовой поддержки. Ag2r добилась успеха на Тур де Франс 2006 с победой Сильвена Кальзати на одном из этапов и днем, проведенным Сирилом Десселем в maillot jaune.
Ринальдо Ночентини завоевал желтую майку после 7 этапа Тур де Франс 2009 после успешного отрыва, в котором также принимал участие и завоевал приз самому агрессивному гонщику его товарищ по команде Кристоф Риблон. Ночентини удерживал лидерство в гонке на протяжении восьми этапов, и Ag2r-La Mondiale также возглавляла командную классификацию с 7 по 11 этап и ещё один день после 14 этапа.
В 2014 году команда добилась хороших результатов на Тур де Франс, выиграв этап. В том же году Жан-Кристоф Перо занял второе место в генеральной классификации. В октябре было объявлено, что AG2R продолжит спонсировать команду до 2018 года.

### Допинг
21 сентября 2012 года Стив Уанар оказался положительным на EPO во время внесоревновательного теста и был временно отстранен.
15 мая 2013 года Сильвен Жорж оказался положительным на запрещенный стимулятор гептаминол и не смог стартовать на 11 этапе Джиро д’Италия 2013. Жорж возложил вину за положительный результат на находящийся в свободном обороте продукт 'Ginkor Fort' (производимый из гинкго). 21 мая повторный образец Жоржа также показал положительный результат на стимулятор, что стало причиной добровольного снятия команды с Критериума дю Дофине 2013 согласно правилу MPCC. В результате Жорж был дисквалифицирован Французской Велосипедной Федерацией на шесть месяцев.
10 марта 2015 года UCI объявил, что Ллойд Мондори оказался положительным на EPO на внесоревновательном тесте 17 февраля. В итоге Мондори был отстранен на четыре года до 9 марта 2019.

## Состав и победы

### Текущий сезон 2024
Состав
| Состав 2024                               | Состав 2024      | Состав 2024                         | Состав 2024 |
| Гонщик                                    | Дата рождения    | Предыдущая команда                  |             |
| ----------------------------------------- | ---------------- | ----------------------------------- | ----------- |
| Бруно Армирайл                            | 11 апреля 1994   | Groupama-FDJ (2023)                 |             |
| Сэм Беннетт                               | 16 октября 1990  | Bora-Hansgrohe (2023)               |             |
| Клеман Берте                              | 2 августа 1997   | Delko (2021)                        |             |
| Франк Боннамур (1 янв–25 мар, Примечание) | 20 июня 1995     | B&B Hotels-KTM (2022)               |             |
| Джеффри Бушар                             | 1 апреля 1992    | CR4C Roanne (2018)                  |             |
| Бенуа Конфруа                             | 17 октября 1995  | Chambéry CF (2017)                  |             |
| Дрис Де Бондт                             | 4 июля 1991      | Alpecin-Deceuninck (2023)           |             |
| Сандер Де Пестель                         | 11 октября 1998  | Team Flanders-Baloise (2023)        |             |
| Стан Девулф                               | 20 декабря 1997  | Lotto-Soudal (2020)                 |             |
| Феликс Галль                              | 27 февраля 1998  | Team DSM (2021)                     |             |
| Пьер Готера                               | 16 января 2003   | SCO Dijon (2022)                    |             |
| Дориан Годон                              | 25 мая 1996      | Cofidis, Solutions Crédits (2018)   |             |
| Яакко Хяннинен                            | 16 апреля 1997   | EC Saint-Étienne Loire (2019)       |             |
| Jordan Labrosse                           | 15 сентября 2002 | AG2R Citroën U23 Team (2023)        |             |
| Виктор Лафей                              | 17 января 1996   | Cofidis (2023)                      |             |
| Поль Лапейра                              | 25 мая 2000      | AG2R Citroën U23 Team (2021)        |             |
| Оливер Насен                              | 16 сентября 1990 | IAM Cycling (2016)                  |             |
| Бен О’Коннор                              | 25 ноября 1995   | NTT Pro Cycling (2020)              |             |
| Орельен Паре-Пинтре                       | 27 февраля 1996  | Chambéry CF (2018)                  |             |
| Валентин Паре-Пинтре                      | 14 января 2001   | AG2R Citroën U23 Team (2021)        |             |
| Нанс Петерс                               | 12 марта 1994    | Chambéry CF (2016)                  |             |
| Gianluca Pollefliet                       | 28 января 2002   | Lotto Dstny Development Team (2023) |             |
| Николя Продомм                            | 1 февраля 1997   | VC Villefranche Beaujolais (2020)   |             |
| Valentin Retailleau                       | 18 июня 2000     | AG2R Citroën U23 Team (2022)        |             |
| Дамьен Тузе                               | 7 июля 1996      | Cofidis (2020)                      |             |
| Bastien Tronchon                          | 29 марта 2002    | AG2R Citroën U23 Team (2022)        |             |
| Андреа Вендраме                           | 20 июля 1994     | Androni Giocattoli-Sidermec (2019)  |             |
| Ларри Уорбасс                             | 28 июня 1990     | Aqua Blue Sport (2018)              |             |
| Алекс Баудин                              | 25 мая 2001      | Tudor Pro Cycling Team (2022)       |             |
| Эдвальд Боассон Хаген                     | 17 мая 1987      | TotalEnergies (2023)                |             |
|                                           |                  |                                     |             |
| Источник: ProCyclingStats                 |                  |                                     |             |

Примечание: Франк Боннамур, увольнение

Победы
| 10 фев | Вуэльта Мурсии                                 | 1.1   | Бен О’Коннор         |
| 18 фев | Тур дю От-Вар, 2-й этап                        | 2.1   | Бенуа Конфруа        |
| 18 фев | Тур дю От-Вар, генеральная классификация       | 2.1   | Бенуа Конфруа        |
| 21 фев | Тур ОАЭ, 3-й этап                              | 2.UWT | Бен О’Коннор         |
| 16 мар | Классик Луар-Атлантик                          | 1.1   | Поль Лапейра         |
| 17 мар | Шоле - Земли Луары                             | 1.1   | Поль Лапейра         |
| 27 мар | Париж — Камамбер                               | 1.1   | Бенуа Конфруа        |
| 2 апр  | Тур Страны Басков, 2-й этап                    | 2.UWT | Поль Лапейра         |
| 10 апр | Брабантсе Пейл                                 | 1.Pro | Бенуа Конфруа        |
| 19 апр | Тур Альп, 5-й этап                             | 2.Pro | Орельен Паре-Пинтре  |
| 24 апр | Тур Романдии, 1-й этап                         | 2.UWT | Дориан Годон         |
| 28 апр | Тур Романдии, 5-й этап                         | 2.UWT | Дориан Годон         |
| 4 май  | Гран-при Плюмлека и Морбиана                   | 1.Pro | Бенуа Конфруа        |
| 11 май | Тур Финистера                                  | 1.1   | Бенуа Конфруа        |
| 14 май | Джиро д’Италия, 10-й этап                      | 2.UWT | Валентин Паре-Пинтре |
| 15 май | Четыре дня Дюнкерка, 2-й этап                  | 2.Pro | Сэм Беннетт          |
| 16 май | Четыре дня Дюнкерка, 3-й этап                  | 2.Pro | Сэм Беннетт          |
| 18 май | Четыре дня Дюнкерка, 5-й этап                  | 2.Pro | Сэм Беннетт          |
| 19 май | Четыре дня Дюнкерка, генеральная классификация | 2.Pro | Сэм Беннетт          |
| 19 май | Четыре дня Дюнкерка, 6-й этап                  | 2.Pro | Сэм Беннетт          |
| 23 май | Букль де ля Майен, пролог                      | 2.Pro | Бенуа Конфруа        |
| 26 май | Букль де ля Майен, 3-й этап                    | 2.Pro | Valentin Retailleau  |
| 16 июн | Чемпионат Финляндии - групповая гонка          | CN    | Яакко Хяннинен       |
| 20 июн | Чемпионат Франции - индивидуальная гонка       | CN    | Бруно Армирайл       |
| 23 июн | Чемпионат Франции - групповая гонка            | CN    | Поль Лапейра         |
| 11 авг | Полинорманд                                    | 1.1   | Поль Лапейра         |
| 14 авг | Тур Лимузена, 2-й этап                         | 2.1   | Алекс Баудин         |
| 16 авг | Тур Лимузена, генеральная классификация        | 2.1   | Алекс Баудин         |
| 22 авг | Вуэльта Испании, 6-й этап                      | 2.UWT | Бен О’Коннор         |

### Другие сезоны
Состав
| Состав 2023                               | Состав 2023      | Состав 2023                             | Состав 2023 |
| Гонщик                                    | Дата рождения    | Предыдущая команда                      |             |
| ----------------------------------------- | ---------------- | --------------------------------------- | ----------- |
| Алекс Баудин                              | 25 мая 2001      | Tudor Pro Cycling Team (2022)           |             |
| Клеман Берте                              | 2 августа 1997   | Delko (2021)                            |             |
| Джеффри Бушар                             | 1 апреля 1992    | CR4C Roanne (2018)                      |             |
| Микаэль Шерель                            | 17 марта 1986    | FDJ (2010)                              |             |
| Бенуа Конфруа                             | 17 октября 1995  | Chambéry CF (2017)                      |             |
| Стан Девулф                               | 20 декабря 1997  | Lotto-Soudal (2020)                     |             |
| Феликс Галль                              | 27 февраля 1998  | Team DSM (2021)                         |             |
| Пьер Готера                               | 16 января 2003   | SCO Dijon (2022)                        |             |
| Дориан Годон                              | 25 мая 1996      | Cofidis, Solutions Crédits (2018)       |             |
| Яакко Хяннинен                            | 16 апреля 1997   | EC Saint-Étienne Loire (2019)           |             |
| Поль Лапейра                              | 25 мая 2000      | AG2R Citroën U23 Team (2021)            |             |
| Лоуренс Насен                             | 28 августа 1992  | Lotto-Soudal (2019)                     |             |
| Оливер Насен                              | 16 сентября 1990 | IAM Cycling (2016)                      |             |
| Бен О’Коннор                              | 25 ноября 1995   | NTT Pro Cycling (2020)                  |             |
| Орельен Паре-Пинтре                       | 27 февраля 1996  | Chambéry CF (2018)                      |             |
| Валентин Паре-Пинтре                      | 14 января 2001   | AG2R Citroën U23 Team (2021)            |             |
| Нанс Петерс                               | 12 марта 1994    | Chambéry CF (2016)                      |             |
| Николя Продомм                            | 1 февраля 1997   | VC Villefranche Beaujolais (2020)       |             |
| Антуан Раугель                            | 14 февраля 1999  | Équipe continentale Groupama-FDJ (2021) |             |
| Valentin Retailleau                       | 18 июня 2000     | AG2R Citroën U23 Team (2022)            |             |
| Марк Сарро                                | 10 июня 1993     | Groupama-FDJ (2020)                     |             |
| Михаэль Шер                               | 29 сентября 1986 | CCC Team (2020)                         |             |
| Дамьен Тузе                               | 7 июля 1996      | Cofidis (2020)                          |             |
| Bastien Tronchon                          | 29 марта 2002    | AG2R Citroën U23 Team (2022)            |             |
| Грег Ван Авермат                          | 17 мая 1985      | CCC Team (2020)                         |             |
| Андреа Вендраме                           | 20 июля 1994     | Androni Giocattoli-Sidermec (2019)      |             |
| Клеман Вентурини                          | 16 октября 1993  | Cofidis, Solutions Crédits (2017)       |             |
| Ларри Уорбасс                             | 28 июня 1990     | Aqua Blue Sport (2018)                  |             |
| Франк Боннамур                            | 20 июня 1995     | B&B Hotels-KTM (2022)                   |             |
| Jordan Labrosse (1 авг–31 дек)            | 15 сентября 2002 | AG2R Citroën U23 Team (2023)            |             |
| Батист Вейстроффер (1 авг–31 дек, стажёр) | 29 мая 2000      | VC Pays de Loudéac (2023)               |             |
| Killian Verschuren (1 авг–31 дек, стажёр) | 20 октября 2002  | VC Pays de Loudéac (2023)               |             |
| Joris Chaussinand (1 авг–31 дек, стажёр)  | 26 февраля 2002  |                                         |             |
|                                           |                  |                                         |             |
| Источник: ProCyclingStats                 |                  |                                         |             |

Победы
| 19 фев | Тур дю От-Вар, 3-й этап                         | 2.1   | Орельен Паре-Пинтре |
| 1 мар  | Трофео Лайгуэлья                                | 1.Pro | Нанс Петерс         |
| 12 апр | Брабантсе Пейл                                  | 1.Pro | Дориан Годон        |
| 9 май  | Джиро д’Италия, 4-й этап                        | 2.UWT | Орельен Паре-Пинтре |
| 14 май | Букль де л’Он                                   | 1.1   | Грег Ван Авермат    |
| 14 июн | Тур Швейцарии, 4-й этап                         | 2.UWT | Феликс Галль        |
| 19 июл | Тур де Франс, 17-й этап                         | 2.UWT | Феликс Галль        |
| 25 авг | Тур Пуату - Шаранты в Новой Аквитании, 4-й этап | 2.1   | Марк Сарро          |
| 11 окт | Джиро дель Венето                               | 1.Pro | Дориан Годон        |

## Главные достижения

### Гранд-Туры
| - Тур де Франс - Участие: 25 (1993 — 1995, 1997 — 2018) - 4 классификации: - Командная : 1 (2014) - Молодёжная: 2 Бенойт Салмон (1999), Пьер Латур (2018) - Борцовская: 2 Кристоф Риблон (2013), Ромен Барде (2015) - 18 этапов: - 2 этапа в 1998: этап 8 — Джакки Диранд; этап 10 — Родольфо Масси - 1 этап в 1999: этап 1 — Яан Кирсипуу - 1 этап в 2000: этап 7 — Кристоф Аньолутто - 1 этап в 2001: этап 6 — Яан Кирсипуу - 1 этап в 2002: этап 5 — Яан Кирсипуу - 2 этапа в 2004: этап 1 — Яан Кирсипуу; этап 3 — Джеан-Патрик Насон - 1 этап в 2006: этап 8 — Силвайн Калсати - 2 этапа в 2008: этап 9 — Владимир Ефимкин; этап 16 — Кирил Дессел - 1 этап в 2010: этап 14 — Кристоф Риблон - 1 этап в 2013: этап 18 — Кристоф Риблон - 1 этап в 2014: этап 8 — Блель Кадри - 2 этапа в 2015: этап 8 — Алексис Вийермо; этап 18 — Ромен Барде - 1 этап в 2016: этап 19 — Ромен Барде - 1 этап в 2017: этап 12 — Ромен Барде | - Джиро д’Италия - Участие: 15 (1988, 2006 — 2019) - 2 классификации: - Молодёжная: 1 Карлос Бетанкур (2013) - Trofeo Fast Team : 1 (2014) - 3 этапа: - 1 этап в 2006: этап 9 — Томас Вайткус - 1 этап в 2011: этап 11 — Джон Гадрет - 1 этап в 2019: этап 17 — Нанс Петерс - Вуэльта Испании - Участие: 19 (1995 — 1998, 2002, 2004, 2006 — 2018) - 5 этапов: - 1 этап в 2006: этап 19 — Хосе Луис Аррьета - 1 этап в 2015: этап 19 — Алексис Гужар - 1 этап в 2016: этап 20 — Алексис Гужар - 2 этапа в 2018: этап 7 — Тони Галлопен; этап 12 — Александр Женье |

| - 16 побед: - Тур Швейцарии : 1997 (Кристоф Аньолутто) - Тиррено — Адриатико : 1998 (Рольф Ерман) - 2 — Четыре дня Дюнкерка : 1998 (Александр Винокуров); 2010 (Мартин Эльмингер) - 2 — Критериум Дофине : 1999 (Александр Винокуров); 2007 (Кристоф Моро) - 4 — Тур Даун Андер : 2000 (Жиль Меньян); 2003 (Микель Астарлоса); 2006 (Саймон Джерранс); 2007 (Мартин Эльмингер) - 2 — Tour de l'Ain : 2002 (Христофе Ориол); 2013 (Ромен Барде - 3 — Критериум Интернациональ : 2003 (Лайрент Брохард); 2014 и 2015 (Жан-Кристоф Перо) - Париж — Ницца : 2014 (Карлос Бетанкур) | - 5 побед: - Париж — Тур : 1998 (Джакки Диранд) - Флеш Валонь : 1998 (Бо Гамбургер) - Амстел Голд Рейс : 1998 (Рольф Ерман) - Бретань Классик (2) : 2003 (Анди Фликингер); 2018 (Оливер Насен) |

## Национальные чемпионаты
- Чемпионат Эстонии: 13
  - Групповая гонка : 2000 (Лаури Аус); 1998, 1999, 2002 (Яан Кирсипуу; 2004, 2006 (Эрки Путсеп)
  - Индивидуальная гонка : 2000 (Лаури Аус); 1998, 2001, 2002, 2003, 2004 (Яан Кирсипуу; 2008 (Эрки Путсеп)
- Чемпионат Франции: 5
  - Групповая гонка : 1997 (Стефан Барт); 2007 (Кристоф Моро)
  - Индивидуальная гонка : 1999 (Жиль Меньян); 2017 и 2018 (Пьер Латур)
- Чемпионат Ирландии: 3
  - Групповая гонка : 2002, 2003 (Марк Сканлон); 2009 (Николас Роч)
- Чемпионат Бельгии: 3
  - Групповая гонка : 2001 (Людовик Капелле); 2017 (Оливер Насен)
  - Индивидуальная гонка : 1997 (Марк Штрель)
- Чемпионат Литвы: 2
  - Групповая гонка : 2018 (Гедиминас Багдонас)
  - Индивидуальная гонка : 2018 (Гедиминас Багдонас)
- Чемпионат Белоруссии: 1
  - Групповая гонка : 2014 (Евгений Гутарович)
- Чемпионат Канады: 1
  - Индивидуальная гонка : 2015 (Уль, Юго)
- Чемпионат Молдавии: 1
  - Групповая гонка : 2008 (Александр Плюшкин)
- Чемпионат Швейцарии: 1
  - Групповая гонка : 2010 (Мартин Эльмингер)
- Чемпионат Украины: 1
  - Индивидуальная гонка : 2004 (Юрий Кривцов)